# Karang Cahaya
Karang Cahaya is een bestuurslaag in het regentschap Lahat van de provincie Zuid-Sumatra, Indonesië. Karang Cahaya telt 683 inwoners (volkstelling 2010).